# Hoplopleura imparata
Hoplopleura imparata är en insektsart som beskrevs av Linardi, Teixeira och Botelho 1984. Hoplopleura imparata ingår i släktet Hoplopleura och familjen gnagarlöss. Inga underarter finns listade i Catalogue of Life.